# Vălci Izvor, Iambol
Vălci Izvor (în bulgară Вълчи Извор) este un sat în comuna Bolearovo, regiunea Iambol,  Bulgaria. 

## Demografie
Componența etnică a satului Vălci Izvor
     Bulgari (90,24%)
     Nicio identificare (0%)
     Altele (9,75%)
La recensământul din 2011, populația satului Vălci Izvor era de 41 locuitori. Din punct de vedere etnic, majoritatea locuitorilor (90,24%) erau bulgari. Pentru 0% din locuitori nu este cunoscută apartenența etnică.